# Matthew Wells
Matthew Wells (født 19. april 1979 i Bradford, England) er en britisk tidligere roer.
Wells vandt bronze i dobbeltsculler ved OL 2008 i Beijing sammen med Stephen Rowbotham, i en finale hvor australierne David Crawshay og Scott Brennan vandt guld, mens sølvet gik til Tõnu Endrekson og Jüri Jaanson fra Estland. Han deltog også ved OL 2000 i Sydney, OL 2004 i Athen og OL 2012 i London, men vandt dog ikke medaljer ved nogen af disse lege.
Wells vandt desuden to VM-medaljer i dobbeltsculler, en bronzemedalje i 2006 og en sølvmedalje i 2010.

## Resultater

### OL-medaljer
- 2008:  Bronze i dobbeltsculler

### VM-medaljer
- VM i roning 2010:  Sølv i dobbeltsculler
- VM i roning 2006:  Bronze i dobbeltsculler